# Stensjön
Stensjön is een plaats in de gemeente Nässjö in het landschap Småland en de provincie Jönköpings län in Zweden. De plaats heeft 208 inwoners (2005) en een oppervlakte van 55 hectare.

## Verkeer en vervoer
Bij de plaats lopen de Riksväg 31, Riksväg 47 en Länsväg 128.
De plaats heeft een station.